# Маринко Станојевић
Маринко Станојевић (Јаковац, 17/29. јул 1874 — Зајечар, 9. март 1949) био је српски историчар, дугогодишњи директор Зајечарске гимназије. Бавио се антропогеографским, етнолошким и дијектолошким проучавањима Тимочке Крајине. Један је од најзначајнијих сакупљача и истраживача етнографске фолклорне грађе из Тимочке Крајине, с краја 19. и прве половине 20. века.

## Биографија
Рођен је 17/29. јула 1874. у селу Јаковцу (некада у Тимочком срезу), од мајке Магдалене и оца Томе Станојевића, као шесто дете у породици. Отац му је умро када је имао годину дана.
Основну школу је похађао у Новом Хану (касније Минићево). Како је био одличан ђак, мајка га је уписала у нижу гимназију у Књажевцу. Да би га издржавала, мајка је радила као надничарка, а и он сам је радио код Лазе бојаџије, у чијој кући је становао. Вишу гимназију је завршио у Пироту и у Београду. Залагањем своје мајке успео је да добије државну стипендију. За његово школовање, мајка је продала и земљу коју су имали.
Уписао се у Велику школу у Београду на славистичко-литерални одсек, коју је завршио 1900. године.
Након завршеног школовања, постао је суплент (приправник), а 1902. и професор гимназије у Зајечару. Предавао је српски и руски језик, а једне године и филозофску пропедевтику. Првобитна теза за професорски испит, положен 1905. године, „Северно-тимочки дијалекат”, касније је, у облику студије објављена, у оквиру „Српског дијалектолошког зборника” (1911), уз додатак са народним умотворинама: десет народних приповетки и једанаест народних песама.
Још док је био студент, почео је да се бави научним радом. У процес прикупљања материјала није ушао без припрема. Био је радознао, тражио је и добијао савете, упитнике, помоћ од оних који су се тиме већ бавили или су имали свест о значају систематског и сукцесивног бележења. Показао је, пре свега, занимање за народни живот и фолклорну грађу. Први рад „Из горњег Тимока” је објављен у нишком часопису „Слава” (1896). Половином 1898. године обратио се ЈАЗУ, молећи да добије „Основу за сабирање и проучавање грађе о народном животу” Антуна Радића, што је истовремено била прилика за почетак сарадње са уредништвом „Зборника за народни живот и обичаје” Јужних Славена.
На озбиљан научни рад га је подстакао Јован Цвијић, који му је 1903. тражио да прошири свој рад „Опис села среза тимочкога”, темат из 1897, за који је, као студент, добио Светосавску награду. Стојан Новаковић му је истакао значај непосредног, теренског рада. Тако су настала два његова најобимнија рада, у којима се бавио проучавањем насеља и порекла становништва „Заглавак”, објављен 1913. и „Тимок”, објављен тек 1940, мада је већи део грађе имао спреман још пре него што је почео да проучава „Заглавак”, али су га у истраживању прекинули ратови (1912—1918).
У оквиру Српског дијалектолошког зборника је 1927. године објављен његов мали речник под називом „Прилози речнику тимочких говора”.
Упоредо са етнографским и дијалектолошким проучавањима, бавио се историографијом Тимочке Крајне, кроз више је радова оставио прилоге о црквама и манастирима, као и о историји овог краја, пре и после ослобођења од Турака. Трагао је за старим рукописима, које је настојао да проучи. Како му је за неке рукописе било неопходно познавање старих и страних језика, тражио је стручну помоћ. Тако је за преводе с турског језика тражио помоћ професора Фехима Бајрактаревића, филолога и оријенталиста на Београдском универзитету. САНУ је поклонио неколико рукописа из 14. и 17. века, углевном богослужбених књига, где су ови рукописи заведени под називима „Маринков споменик”, „Маринков октоих”, „Маринков службеник”. Верује се да је барем два рукописа преузео из манастира Суводол, код Зајечара. Из „Откоиха” је преузео мото за своју прву књигу „Зборник”, који гласи: „Спиши и поспеѣши многорѣшнаароуко, добраа и слаткаасловеса, дондеже не постигнеть тесьмрьтныконьць”.
Интересовала га је и политика, па је 1906. постао народни посланик.
Године 1923. је постављен за директора гимназије и на тој дужности се налазио до 1932, када је пензионисан (изузев 1927. када је био премештен у Пожаревац). У Зајечарској гимназији је показао велики смисао и вољу за рад.
Након пензионисања се налазио у одбору за прославу стогодишњице ослобођења Тимочке Крајине (1933), а од 1935. је био председник Народног универзитета.

Био је уредник „Службеног листа Тимочке области” и листа „Тимочка Крајина”. Сарађивао је у „Караџићу”, „Нашем језику”, „Братству”, „Новом животу”, „Летопису” Матице српске, „Дијалектолошком зборнику” САНУ, „Гласнику” Етнографског музеја, „Летопису” Епархије тимочке, „Српском дијалектолошком зборнику” и „Српском етнографском зборник у” и другим. Велики број мањих радова је штампао у „Годишњим извештајима” Зајечарске гимназије, који је уређивао, а неки су касније прештампани у „Зборнику прилога за познавање Тимочке Крајине”.
Пред Други светски рат је имао спремљен рукопис „Црна река” (насеља и порекло становништва), који му је пропао у лето 1944. јер је у његовој кући била смештена немачка болница, па су са његовим рукописима ложили ватру. Године 1968. је пронађен део грађе и објављен 1975.
Након оснивања Етнографског института САНУ, 1947, мада већ тешко болестан, понудио је своју сарадњу и поклонио своје књиге институтској библиотеци. Архиву фолклорног одељења приложио је рукописну збирку прикупљених народних песама, епских и лирских из Тимочке Крајине, као и збирку народних речи из ове области.
Сакупљао је палеонтолошки и геолошки материјал и основао археолошки музеј у оквиру Зајечарске гимназије. У том послу запажену помоћ пружао му је академик Петар Павловић, који га је подстицао на прикупљање теренског материјала, слао непосредна упутства о начину на који се то чини, како се узорци не би оштетили, чак је слао свог асистента за суплента, са циљем да помогне у прикупљању фосила и геолошког материјала, који је слат у Геолошко–палеонтолошки завод.
Бавио се различитим видовима традицијске културе, односно народним животом свог краја. Описивао је веровања, односио предања, обреде и обичаје: календарске, обичаје везане за рођење, венчање и смрт, славе: породичне, сеоске, завете. Сакупљао је девојачка врачања, гатања о времену и рачунању времена, односно прогностичким веровањима, народним календаром, те односом људи према пословима везаним за одређене дане, описивао примере медицинске бајаличке праксе, различите магијске поступке и реквизите, њихове актере и начине деловања. Сакупљао је веровања о демонским бићима, сакралним јелима и пићу. Сакупљао је приче и фразеологију. Део сакупљене грађе је штапан још за живота, а део посмртно, док се део још увек налази у рукопису.
Био је веома комуникативан. Дописивао се с многим научницима и политичарима из земље и иностранства.
Умро је 9. марта 1949. године, у Зајечару, где је и сахрањен.

## Радови

### Научни радови
- „Народне песме из источних крајева поглавито Горњег Тимока, Пирота и околине”, рукопис (1896)
- „Заглавак”, атнопографска проучавања, Српске етнографски зборник, књига XX, Насеља српских земаља, књига 9 (1913)
- „Северно-тимачки дијалекат”, Дијалектолишки зборник САН, књига II (1911)
- „Зборник прилога за познавање Тимочке Крајине”, I (1929), II (1930), III (1931) IV (1937)
- „Тимок”, Српски етнографски зборник књига LV, Насеља и порекло становника књига 29 (1940)
- „Црна река” (насеља и порекло становништва), (1975)

### Политички радови
- „Закулисна политика на Блиском истоку”, превод и предговор (1928)
- „Једна глава из наше парламентарне историје” (1933)